# Liste der Bodendenkmäler in Altendorf (Landkreis Schwandorf)
Auf dieser Seite sind die Bodendenkmäler in der Oberpfälzer Gemeinde Altendorf zusammengestellt. Diese Tabelle ist eine Teilliste der Liste der Bodendenkmäler in Bayern. Grundlage ist die Bayerische Denkmalliste, die auf Basis des Bayerischen Denkmalschutzgesetzes vom 1. Oktober 1973 erstmals erstellt wurde und seither durch das Bayerische Landesamt für Denkmalpflege geführt wird. Die folgenden Angaben ersetzen nicht die rechtsverbindliche Auskunft der Denkmalschutzbehörde.

## Bodendenkmäler der Gemeinde Altendorf

### Bodendenkmäler in der Gemarkung Altendorf
| Lage                              | Objekt | Akten-Nr.     | Bild           |
| --------------------------------- | --- | ------------- | -------------- |
| Altendorf (Standort)              | Siedlungen der Urnenfelderzeit und der Latènezeit. | D-3-6539-0001 |                |
| Altendorf Kirchsteig 3 (Standort) | Archäologische Befunde des Mittelalters und der frühen Neuzeit im Bereich der katholischen Pfarrkirche St. Andreas in Altendorf, darunter die Spuren von Vorgängerbauten bzw. älterer Bauphasen, Siedlung der Hallstattzeit. | D-3-6539-0002 | weitere Bilder |
| Altendorf (Standort)              | Verebnete Befestigung vor- und frühgeschichtlicher Zeitstellung oder des Mittelalters bzw. der frühen Neuzeit. | D-3-6539-0011 |                |
| Altendorf (Standort)              | Siedlung der vorgeschichtlichen Metallzeiten. | D-3-6539-0122 |                |
| Altendorf (Standort)              | Mesolithische Freilandstation. | D-3-6539-0128 |                |
| Altendorf (Standort)              | Untertägige Befunde des abgegangenen frühneuzeitlichen Adelssitzes Schallerschloss in Altendorf. | D-3-6539-0181 |                |
| Altendorf Schloßweg 1 (Standort)  | Schloss Altendorf Archäologische Befunde und Funde im Bereich des ehemaligen Schlosses von Altendorf, zuvor mittelalterliche Burg.                                                                                           | D-3-6539-0182 | weitere Bilder |
| Altendorf (Standort)              | Grabhügel vorgeschichtlicher Zeitstellung. | D-3-6639-0056 |                |

### Bodendenkmäler in der Gemarkung Dürnersdorf
| Lage                   | Objekt                                     | Akten-Nr.     | Bild |
| ---------------------- | ------------------------------------------ | ------------- | ---- |
| Dürnersdorf (Standort) | Grabhügel vorgeschichtlicher Zeitstellung. | D-3-6539-0008 |      |
| Dürnersdorf (Standort) | Gräberfeld der Urnenfelderzeit.            | D-3-6539-0024 |      |
| Dürnersdorf (Standort) | Vorgeschichtliche Siedlung.                | D-3-6539-0236 |      |

### Bodendenkmäler in der Gemarkung Fronhof
| Lage               | Objekt | Akten-Nr.     | Bild |
| ------------------ | --- | ------------- | ---- |
| Fronhof (Standort) | Mesolithische Freilandstation, Siedlungen der Urnenfelderzeit, der Hallstattzeit und der Latènezeit.                     | D-3-6539-0007 |      |
| Fronhof (Standort) | Archäologische Befunde im Bereich des abgegangenen frühneuzeitlichen Schlosses von Fronhof, zuvor mittelalterliche Burg. | D-3-6539-0158 |      |

### Bodendenkmäler in der Gemarkung Unteraich
| Lage                 | Objekt                                        | Akten-Nr.     | Bild |
| -------------------- | --------------------------------------------- | ------------- | ---- |
| Unteraich (Standort) | Siedlung der Spätbronze- und Urnenfelderzeit. | D-3-6539-0129 |      |

### Bodendenkmäler in der Gemarkung Willhof
| Lage                              | Objekt | Akten-Nr.     | Bild           |
| --------------------------------- | --- | ------------- | -------------- |
| Willhof (Standort)                | Frühmittelalterlicher Bestattungsplatz. | D-3-6539-0052 |                |
| Willhof (Standort)                | Endpaläolithische/mesolithische Freilandstation, Siedlung der mittleren Bronzezeit. | D-3-6539-0053 |                |
| Willhof Am Dorfplatz 4 (Standort) | Archäologische Befunde des Mittelalters und der frühen Neuzeit im Bereich der katholischen Filialkirche St. Jakob in Willhof, darunter die Spuren von Vorgängerbauten bzw. älterer Bauphasen. | D-3-6539-0184 | weitere Bilder |
| Willhof (Standort)                | Mittelalterlicher Burgstall. | D-3-6539-0197 |                |